# Creatures of the Night Tour
Creatures of the Night Tour, también conocida como 10th Anniversary Tour, fue una serie de conciertos realizada por la banda de hard rock estadounidense Kiss durante diciembre de 1982 y junio de 1983, para promocionar su décimo álbum de estudio, Creatures of the Night (1982). La gira consistió en dos tramos, uno que tuvo lugar en Estados Unidos y Canadá, y otro desarrollado exclusivamente en Brasil. Estos conciertos supusieron el debut en directo del guitarrista Vinnie Vincent, que había participado como compositor y como músico de sesión en el disco, y los primeros que el grupo realizaba en suelo estadounidense desde un espectáculo en Nueva York que sirvió como presentación del batería Eric Carr. Debido a que PolyGram, la discográfica del conjunto por aquellos momentos, era reacia a divulgar una gira con sólo dos miembros fundadores —el bajista Gene Simmons y el guitarrista Paul Stanley—, Kiss no anunció la salida del guitarrista original Ace Frehley y muchos de los aficionados no supieron de la llegada de Vincent hasta que llegaron a los conciertos. Para justificar la ausencia de Frehley, la agrupación comunicó a la prensa que el músico tenía dolencias debido a un accidente de coche y que haría una aparición sorpresa durante la gira.
A pesar de que fue anunciada como la gira por el décimo aniversario de la banda, el tramo estadounidense de Creatures of the Night Tour fue decepcionante. Los planes iniciales eran realizar cien fechas, pero apenas se harían la mitad y todos ellos lejos de agotar las entradas. La asistencia media por concierto fue de 5350, la más baja para una gira como cabeza de cartel de Kiss hasta entonces y supuso una bajada del 50% desde la última gira por los Estados Unidos. Si el recorrido estadounidense fue un fracaso, no lo fue el brasileño. En el país sudamericano, Kiss concluyó la gira con tres conciertos: El primero de ellos en el estadio de Marcaná (Río de Janeiro) ante 137 000 personas —la mayor audiencia en la carrera de Kiss—, el segundo en el estadio Mineirão (Belo Horizonte) ante 30 000 aficionados y el tercero en el estadio Morumbi (São Paulo) el 25 de junio de 1983, ante una audiencia de 65 000 espectadores y que sería su última actuación con maquillaje hasta la reunión de la formación original en 1996.

## Trasfondo
Kiss comenzó la década de 1980 con el primer cambio en su formación; el batería original Peter Criss abandonó el grupo tras el lanzamiento del álbum Unmasked (1980), en el que no tuvo ninguna participación. Además de la salida del percusionista, la banda —integrada por el bajista Gene Simmons y los guitarristas Ace Frehley y Paul Stanley— tuvo que afrontar la tibia recepción comercial del disco en los Estados Unidos, donde llegó a la posición 35 Billboard 200 y únicamente consiguió un disco de oro. Debido a que la idea de una gira estadounidense era una posibilidad poco realista por la pérdida de popularidad, el conjunto decidió promocionar el álbum con una serie de conciertos por Europa y Oceanía. Antes de desplazarse al extranjero, Kiss realizó una actuación en el teatro Palladium de Nueva York, que sirvió como presentación del sustituto de Criss, Eric Carr.
Music from "The Elder" (1981) fue el primer trabajo con Carr y supuso un fracaso comercial mayor que Unmasked; el disco sólo alcanzó el puesto 75 del Billboard 200 y la banda optó por no salir de gira y realizar apariciones televisivas para promocionarlo. Ace Frehley, descontento con la dirección musical que el grupo había adoptado, tomó la decisión de abandonarlo. Para reemplazar al guitarrista durante la grabación de su nuevo álbum de estudio, Creatures of the Night (1982), Kiss recurrió a varios músicos de sesión, aunque sería Frehley el que aparecería en los créditos y la portada. Creatures of the Night tuvo una mejor recepción que su antecesor, pero aun así únicamente llegó a la posición 45 del Billboard 200.

## Teloneros
En los primeros conciertos de la gira Kiss tuvo como actos de apertura a algunas bandas no profesionales y sería en enero de 1983 cuando se les uniera Night Ranger, que acababan de publicar su álbum debut Dawn Patrol (1982). Durante el tramo por Canadá el telonero fue el conjunto local The Headpins, aunque en su regreso a los Estados Unidos, Night Ranger volvió a abrir los conciertos.

## Participantes
- Paul Stanley - guitarra rítmica, voz
- Gene Simmons - bajo, voz
- Eric Carr - batería, percusión, coros
- Vinnie Vincent - guitarra solista, coros

## Lista de canciones

#### Norteamérica
| 29 de diciembre — 30 de diciembre de 1982 |
| --- |
| 1. «Creatures of the Night» 2. «Strutter» 3. «Calling Dr. Love» 4. «Firehouse» 5. «I Love it Loud» 6. «Cold Gin» 7. «Keep Me Comin'» 8. «War Machine» 9. «I Want You» 10. Solo de guitarra de Vinnie Vincent 11. «Rock and Roll Hell» 12. «I Still Love You» 13. «Shout it Out Loud» 14. Solo de bajo de Gene Simmons 15. «God of Thunder» 16. Solo de batería de Eric Carr 17. «Love Gun» 18. Solo de guitarra de Paul Stanley 19. «Black Diamond» 20. «Rock and Roll All Nite» 21. «Detroit Rock City» |

| 31 de diciembre de 1982 |
| --- |
| 1. «Creatures of the Night» 2. «Strutter» 3. «Calling Dr. Love» 4. «Firehouse» 5. «I Love it Loud» 6. «Cold Gin» 7. «War Machine» 8. «I Want You» 9. Solo de guitarra de Vinnie Vincent 10. «Rock and Roll Hell» 11. «Shout it Out Loud» 12. «I Still Love You» 13. Solo de bajo de Gene Simmons 14. «God of Thunder» 15. Solo de batería de Eric Carr 16. «Love Gun» 17. Solo de guitarra de Paul Stanley 18. «Black Diamond» 19. «Rock and Roll All Nite» 20. «Detroit Rock City» |

| 1 de enero — 13 de enero de 1983 |
| --- |
| 1. «Creatures of the Night» 2. «Detroit Rock City» 3. «Calling Dr. Love» 4. «Firehouse» 5. «I Want You» 6. Solo de guitarra de Vinnie Vincent 7. «I Love it Loud» 8. «Cold Gin» 9. Solo de bajo de Gene Simmons 10. «God of Thunder» 11. Solo de guitarra de Paul Stanley 12. «Love Gun» 13. Solo de batería de Eric Carr 14. «War Machine» 15. «I Still Love You» 16. «Shout it Out Loud» 17. «Black Diamond» 18. «Strutter» 19. «Rock and Roll All Nite» |

| 14 de enero — 9 de marzo de 1983 |
| --- |
| 1. «Creatures of the Night» 2. «Detroit Rock City» 3. «Cold Gin» 4. «Calling Dr. Love» 5. Solo de guitarra de Paul Stanley 6. «I Want You» 7. Solo de guitarra de Vinnie Vincent 8. «I Love it Loud» 9. «Firehouse» 10. Solo de batería de Eric Carr 11. «War Machine» 12. «Love Gun» 13. Solo de bajo de Gene Simmons 14. «God of Thunder» 15. «I Still Love You» 16. «Strutter» 17. «Black Diamond» 18. «Shout it Out Loud» 19. «Rock and Roll All Nite» |

| 10 de marzo — 3 de abril de 1983 |
| --- |
| 1. «Creatures of the Night» 2. «Detroit Rock City» 3. «Cold Gin» 4. «Calling Dr. Love» 5. «Firehouse» 6. Solo de guitarra de Paul Stanley 7. «I Want You» 8. Solo de guitarra de Vinnie Vincent 9. «I Love it Loud» 10. Solo de batería de Eric Carr 11. «War Machine» 12. «Love Gun» 13. Solo de bajo de Gene Simmons 14. «God of Thunder» 15. «I Still Love You» 16. «Black Diamond» 17. «Strutter» 18. «Rock and Roll All Nite» |

#### Brasil
| 18 de junio — 25 de junio de 1983 |
| --- |
| 1. «Creatures of the Night» 2. «Detroit Rock City» 3. «Cold Gin» 4. «Calling Dr. Love» 5. «Firehouse» 6. Solo de guitarra de Paul Stanley 7. «I Want You» 8. Solo de guitarra de Vinnie Vincent 9. «I Love it Loud» 10. Solo de batería de Eric Carr 11. «War Machine» 12. «Love Gun» 13. Solo de bajo de Gene Simmons 14. «God of Thunder» 15. «I Still Love You» 16. «Black Diamond» 17. «Rock and Roll All Nite» |

## Fechas

### Tramo norteamericano
| Fecha                   | Ciudad                          | País           | Lugar                              | Telonero      | Entradas vendidas / Entradas disponibles |
| ----------------------- | ------------------------------- | -------------- | ---------------------------------- | ------------- | ---------------------------------------- |
| 29 de diciembre de 1982 | Bismarck, Dakota del Norte      | Estados Unidos | Bismarck Civic Center              | Hotz          | 3230 / 8000                              |
| 30 de diciembre de 1982 | Sioux City, Iowa                | Estados Unidos | Sioux City Municipal Auditorium    | Dareforce     | 4934 / 5200                              |
| 31 de diciembre de 1982 | Rockford, Illinois              | Estados Unidos | Rockford MetroCentre               | Shoes         | 3500 / 9213                              |
| 1 de enero de 1983      | Terre Haute, Indiana            | Estados Unidos | Hulman Center                      | Why On Earth  | 4027 / 10 000                            |
| 3 de enero de 1983      | Charleston, Virginia Occidental | Estados Unidos | Charleston Civic Center            | Defectors     | 4717 / 8032                              |
| 6 de enero de 1983      | Lexington, Kentucky             | Estados Unidos | Rupp Arena                         | Night Ranger  | 3445 / 6066                              |
| 7 de enero de 1983      | Saginaw, Míchigan               | Estados Unidos | Wendler Arena                      | Night Ranger  | 5109 / 7169                              |
| 8 de enero de 1983      | Toledo, Ohio                    | Estados Unidos | Toledo Sports Arena                | Night Ranger  | 4739 / 7500                              |
| 9 de enero de 1983      | Dayton, Ohio                    | Estados Unidos | University of Dayton Arena         | Night Ranger  | 4430 / 13 278                            |
| 12 de enero de 1983     | Quebec, Quebec                  | Canadá         | Colisée de Quebec                  | The Headpins  | 8893 / 11 285                            |
| 13 de enero de 1983     | Montreal, Quebec                | Canadá         | Montreal Forum                     | The Headpins  | 8217 / 12 500                            |
| 14 de enero de 1983     | Toronto, Ontario                | Canadá         | Maple Leaf Gardens                 | The Headpins  | 9565 / 12 541                            |
| 15 de enero de 1983     | Ottawa, Ontario                 | Canadá         | Ottawa Civic Centre                | The Headpins  | 4919 / 10 000                            |
| 16 de enero de 1983     | Glens Falls, Nueva York         | Estados Unidos | Glens Falls Civic Center           | Night Ranger  | 4637 / 7713                              |
| 18 de enero de 1983     | Syracuse, Nueva York            | Estados Unidos | Onondaga County War Memorial       | Night Ranger  | 4902 / 7903                              |
| 20 de enero de 1983     | Rochester, Nueva York           | Estados Unidos | Rochester Community War Memorial   | Night Ranger  | 4267 / 10 200                            |
| 21 de enero de 1983     | Portland, Maine                 | Estados Unidos | Cumberland County Civic Center     | Night Ranger  | 4608 / 10 000                            |
| 22 de enero de 1983     | Worcester, Massachusetts        | Estados Unidos | The Centrum                        | Night Ranger  | 9952 / 13 014                            |
| 25 de enero de 1983     | Norfolk, Virginia               | Estados Unidos | Norfolk Scope                      | Night Ranger  | 5191 / 13 800                            |
| 27 de enero de 1983     | Huntsville, Alabama             | Estados Unidos | Von Braun Civic Center             | Night Ranger  | 5025 / 10 106                            |
| 28 de enero de 1983     | Birmingham, Alabama             | Estados Unidos | Boutwell Auditorium                | Night Ranger  | 4635 / 5778                              |
| 29 de enero de 1983     | Chattanooga, Tennessee          | Estados Unidos | UTC Arena                          | Night Ranger  | 4451 / 11 000                            |
| 30 de enero de 1983     | Nashville, Tennessee            | Estados Unidos | Nashville Municipal Auditorium     | Night Ranger  | 8938 / 9900                              |
| 1 de febrero de 1983    | Knoxville, Tennessee            | Estados Unidos | Knoxville Civic Coliseum           | Plasmatics    | 4391 / 10 000                            |
| 3 de febrero de 1983    | West Palm Beach, Florida        | Estados Unidos | West Palm Beach Auditorium         | Plasmatics    | 5202 / 6200                              |
| 4 de febrero de 1983    | Lakeland, Florida               | Estados Unidos | Lakeland Civic Center              | Plasmatics    | 5287 / 10 000                            |
| 11 de febrero de 1983   | Pine Bluff, Arkansas            | Estados Unidos | Pine Bluff Convention Center       | Plasmatics    | 3039 / 10 000                            |
| 14 de febrero de 1983   | Nueva Orleans, Luisiana         | Estados Unidos | Louisiana Superdome                | Zebra         | 10 430 / 23 000                          |
| 16 de febrero de 1983   | Dubuque, Iowa                   | Estados Unidos | Five Flags Center                  | Plasmatics    | 3381 / 5200                              |
| 18 de febrero de 1983   | Bloomington, Minnesota          | Estados Unidos | Met Center                         | Plasmatics    | 5370 / 12 731                            |
| 19 de febrero de 1983   | Sioux Falls, Dakota del Sur     | Estados Unidos | Sioux Falls Arena                  | Plasmatics    | 2020 / 8000                              |
| 20 de febrero de 1983   | La Crosse, Wisconsin            | Estados Unidos | La Crosse Center                   | Plasmatics    | 3613 / 8000                              |
| 22 de febrero de 1983   | Richfield, Ohio                 | Estados Unidos | Richfield Coliseum                 | Plasmatics    | 9525 / 12 221                            |
| 23 de febrero de 1983   | Detroit, Míchigan               | Estados Unidos | Cobo Hall                          | Plasmatics    | 7620 / 12 191                            |
| 26 de febrero de 1983   | Indianápolis, Indiana           | Estados Unidos | Market Square Arena                | Plasmatics    | 5426 / 11 000                            |
| 27 de febrero de 1983   | Springfield, Illinois           | Estados Unidos | Prairie Capital Convention Center  | Plasmatics    | 3384 / 6888                              |
| 28 de febrero dee 1983  | San Louis, Misuri               | Estados Unidos | Kiel Auditorium                    | Plasmatics    | 2802 / 5646                              |
| 1 de marzo de 1983      | Kansas City, Misuri             | Estados Unidos | Kansas City Municipal Auditorium   | Molly Hatchet | 3929 / 10 372                            |
| 9 de marzo de 1983      | Dallas, Texas                   | Estados Unidos | Dallas Convention Center           | Plasmatics    | 5408 / 7474                              |
| 10 de marzo de 1983     | Houston, Texas                  | Estados Unidos | Sam Houston Coliseum               | Plasmatics    | 5975 / 6868                              |
| 11 de marzo de 1983     | San Antonio, Texas              | Estados Unidos | HemisFair Arena                    | Plasmatics    | 8474 / 8694                              |
| 13 de marzo de 1983     | Beaumont, Texas                 | Estados Unidos | Beaumont Civic Center              | Plasmatics    | 2663 / 6300                              |
| 14 de marzo de 1983     | Corpus Christi, Texas           | Estados Unidos | Corpus Christi Memorial Coliseum   | Plasmatics    | 6000 / 6000                              |
| 18 de marzo de 1983     | Biloxi, Misisipi                | Estados Unidos | Mississippi Coast Coliseum         | Plasmatics    | 4645/ 7000                               |
| 19 de marzo de 1983     | Shreveport, Luisiana            | Estados Unidos | Hirsch Memorial Coliseum           | Plasmatics    | 4059 / 10 200                            |
| 21 de marzo de 1983     | Norman, Oklahoma                | Estados Unidos | Lloyd Noble Center                 | Plasmatics    | 3699 / 12 260                            |
| 23 de marzo de 1983     | El Paso, Texas                  | Estados Unidos | El Paso County Coliseum            | Plasmatics    | 5171 / 8000                              |
| 26 de marzo de 1983     | Irvine, California              | Estados Unidos | Irvine Meadows Amphitheatre        | Mötley Crüe   | 5786 / 5969                              |
| 27 de marzo de 1983     | Universal City, California      | Estados Unidos | Universal Amphitheater             | Mötley Crüe   | 6251 / 6251                              |
| 28 de marzo de 1983     | Phoenix, Arizona                | Estados Unidos | Arizona Veterans Memorial Coliseum | Mötley Crüe   | 5992 / 10 000                            |
| 1 de abril de 1983      | Las Vegas, Nevada               | Estados Unidos | Aladdin Theater                    | Mötley Crüe   | 4702 / 7548                              |
| 3 de abril de 1983      | San Francisco, California       | Estados Unidos | San Francisco Civic Auditorium     | Mötley Crüe   | 7299 / 8500                              |

### Tramo brasileño
| Fecha               | Ciudad         | País   | Lugar               | Telonero   | Entradas vendidas / Entradas disponibles |
| ------------------- | -------------- | ------ | ------------------- | ---------- | ---------------------------------------- |
| 18 de junio de 1983 | Río de Janeiro | Brasil | Estádio do Maracanã | Herva Doce | 137 000 / 200 000                        |
| 23 de junio de 1983 | Belo Horizonte | Brasil | Mineirão            | —          | 30 000 / 80 000                          |
| 25 de junio de 1983 | São Paulo      | Brasil | Estádio do Morumbi  | —          | 65 000 / 100 000                         |